# Max Mucker
Hermann Max Mucker (* 29. März 1876 in Wurzen; † 22. März 1960 ebenda) war ein deutscher Politiker (SPD, USPD, SED) und von 1919 bis 1933 Mitglied der Sächsischen Volkskammer bzw. des Sächsischen Landtages.

## Leben
Nach dem Besuch der 2. Bürgerschule erlernte Mucker das Malerhandwerk. Im Jahr 1894 trat er der SPD bei. Aufgrund seiner politischen Aktivitäten hatte Mucker nach dem Ende seiner Lehre Schwierigkeiten, eine Anstellung zu finden und eröffnete deshalb einen Tabak- und Zeitschriftenladen in Wurzen, den er fast bis an sein Lebensende betrieb. Ab 1903 war Mucker Vorsitzender des Sozialdemokratischen Volksvereins von Wurzen und Leiter der Filiale der Volkszeitung für das Muldental. Von 1912 bis 1933 war er Stadtverordneter in Wurzen, längere Zeit amtierte er als Vorsteher. 1918 war Mucker Vorsitzender des örtlichen Arbeiter- und Soldatenrates. 1919 wurde er für die USPD in die Sächsische Volkskammer und 1920 in den Sächsischen Landtag gewählt, dem er (ab 1922 für die SPD) bis 1933 angehörte. In fünf Wahlperioden (1920 bis 1933) amtierte er dort als Schriftführer. Nach der „Machtergreifung“ der Nationalsozialisten stellte Mucker seine politische Arbeit ein. Er musste mehrere Haussuchungen über sich ergehen lassen und stand zeitweise unter Polizeiaufsicht. 1944 erfolgte seine Verhaftung und Einweisung ins Konzentrationslager, aus dem er jedoch bereits nach drei Wochen wieder entlassen wurde. 1945 war er Mitbegründer der SPD-Ortsgruppe in Wurzen. Mucker gehörte zu den Befürwortern der Zwangsvereinigung von SPD und KPD zur SED. In den 1950er Jahren veröffentlichte Mucker eine Reihe von Artikeln zur Geschichte der örtlichen Arbeiterbewegung in der Zeitschrift Der Rundblick, die vom Kulturbund herausgegeben wurde.

## Veröffentlichungen
- Aus der Geschichte der Gewerkschaftsbewegung von Wurzen, Generalkommission der Gewerkschaften Deutschlands – Gewerkschaftskartell Wurzen, 1912
- Was wir schufen – Drei Jahre zielbewußte sozialistische Aufbauarbeit für Hand- und Kopfarbeiter und für die gesamte Bevölkerung der Stadt Wurzen. Herausgegeben vom Vorstand des sozialdemokratischen Volksvereins Wurzen, 1929